# Ali Safi Golpaygani
Ali Safi Golpaygani (Golpaygan, 1913 - 3 de janeiro de 2010) foi um Marja xiita duodecimano iraniano.